# Bauhinia longicuspis
Bauhinia longicuspis är en ärtväxtart som beskrevs av George Bentham. Bauhinia longicuspis ingår i släktet Bauhinia och familjen ärtväxter.

## Underarter
Arten delas in i följande underarter:
- B. l. bicuspidata
- B. l. longicuspis
- B. l. paraensis